# Filmografia lui Arnold Schwarzenegger

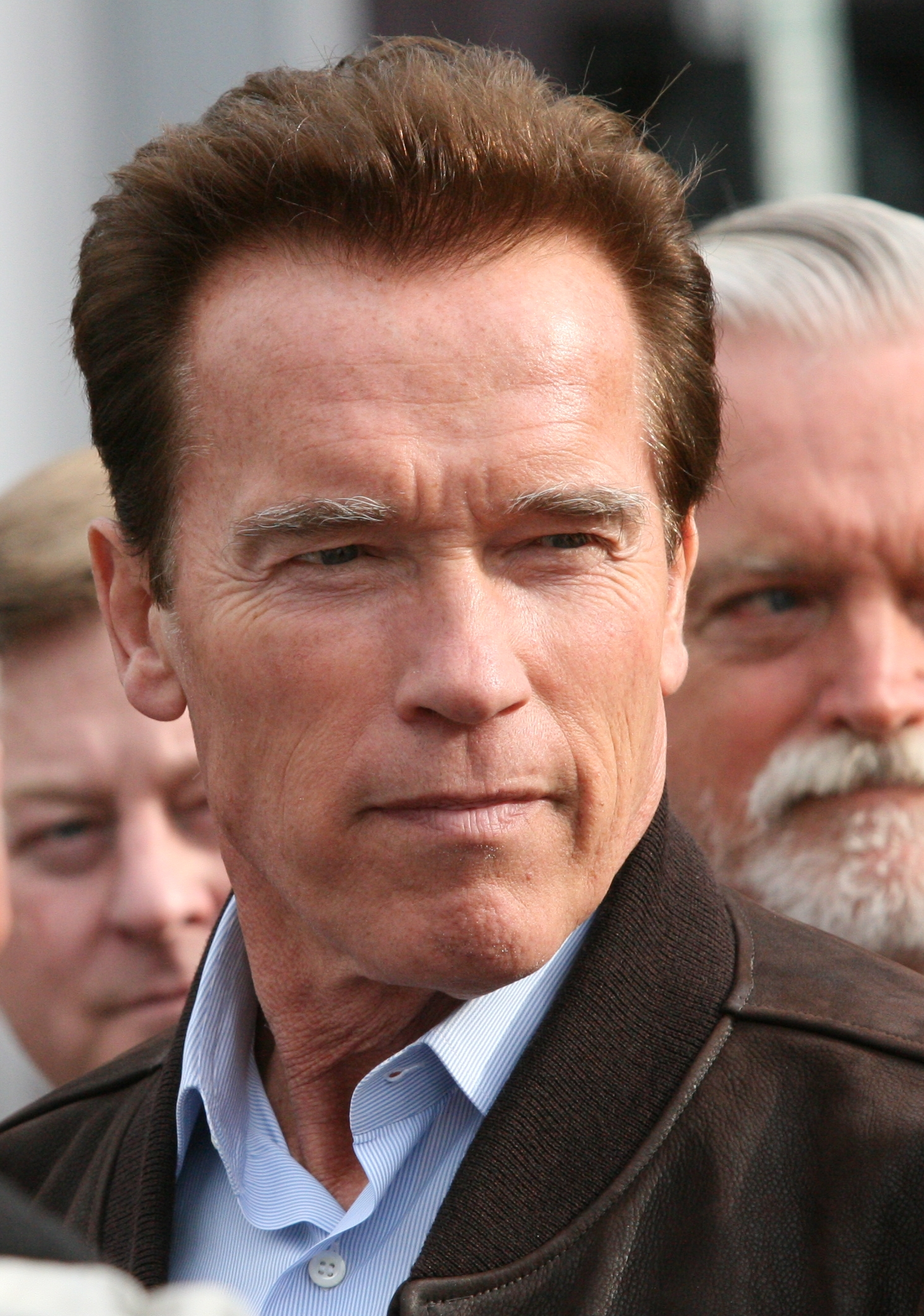
Schwarzenegger în 2010

Aceasta este filmografia lui Arnold Schwarzenegger.

## Filmografie

### Film
Indică rol principal
| An   | Titlu                                  | Ca          | Ca         | Ca                                          | Note                            | Ref(s) |
| An   | Titlu                                  | Actor       | Producător | Rol                                         | Note                            | Ref(s) |
| ---- | -------------------------------------- | ----------- | ---------- | ------------------------------------------- | ------------------------------- | ------ |
| 1970 | Hercule la New York                    | Da          | Nu         | Hercules                                    | Ca Arnold Strong "Mr. Universe" |        |
| 1973 | Marea despărțire                       | nemenționat | Nu         | Hood în biroul lui Augustine                | Cameo                           | [ 1 ]  |
| 1976 | Moștenitorul din Alabama (Stay Hungry) | Da          | Nu         | Joe Santo                                   |                                 |        |
| 1977 | Forme de oțel                          | Nu          | Nu         | Rolul său                                   | Film documentar                 |        |
| 1979 | Cactus Jack                            | Da          | Nu         | "Handsome Stranger"                         |                                 |        |
| 1979 | Goana după avere (Scavenger Hunt)      | Da          | Nu         | Lars                                        | Cameo                           |        |
| 1980 | The Comeback                           | Nu          | Nu         | Rolul său                                   | Film documentar                 |        |
| 1982 | Conan Barbarul                         | Da          | Nu         | Conan                                       |                                 |        |
| 1984 | Conan Distrugătorul                    | Da          | Nu         | Conan                                       |                                 |        |
| 1984 | Terminatorul                           | Da          | Nu         | Terminator                                  |                                 |        |
| 1985 | Red Sonja                              | Da          | Nu         | Lord Kalidor                                |                                 |        |
| 1985 | Comando                                | Da          | Nu         | Colonelul John Matrix                       |                                 |        |
| 1986 | Misiune periculoasă                    | Da          | Nu         | Șerif Mark Kaminsky / Joseph P. Brenner     |                                 |        |
| 1987 | Predator                               | Da          | Nu         | Maior Alan "Dutch" Schaefer                 | Reeditat 3D în 2013             |        |
| 1987 | Justiția viitorului                    | Da          | Nu         | Benjamin A. "Ben" Richards                  |                                 |        |
| 1988 | Febra roșie                            | Da          | Nu         | Căpitanul Ivan Danko                        |                                 |        |
| 1988 | Gemenii                                | Da          | Nu         | Julius Benedict                             |                                 |        |
| 1990 | Total Recall                           | Da          | Nu         | Douglas "Doug" Quaid / Carl Hauser          | Dual role                       |        |
| 1990 | Polițist de grădiniță                  | Da          | Nu         | Detectiv John Kimble                        |                                 |        |
| 1991 | Terminatorul 2: Ziua Judecății         | Da          | Nu         | Terminatorul                                | reeditat 3D în 2017             |        |
| 1993 | Dave - președinte pentru o zi          | Da          | Nu         | Rolul său                                   | Cameo                           |        |
| 1993 | Ultima aventură                        | Da          | executiv   | Detectivul Jack Slater / Rolul său / Hamlet | Rol dublu                       |        |
| 1993 | Beretta's Island                       | Da          | Nu         | Rolul său                                   | Direct pe video; cameo          |        |
| 1994 | Minciuni adevărate                     | Da          | Nu         | Harry Tasker / Harry Renquist               |                                 |        |
| 1994 | Gravidul                               | Da          | Nu         | Dr. Alexander "Alex" Hesse                  |                                 |        |
| 1996 | Eraser                                 | Da          | Nu         | U.S. Marshal John "Eraser" Kruger           |                                 |        |
| 1996 | Goana după cadou                       | Da          | Nu         | Howard Langston                             |                                 |        |
| 1997 | Batman & Robin                         | Da          | Nu         | Dr. Victor Fries / Mr. Freeze               |                                 |        |
| 1999 | Apocalipsa                             | Da          | Nu         | Jericho Cane                                |                                 |        |
| 2000 | Ziua a 6-a                             | Da          | Da         | Adam Gibson / Adam Gibson Clone             | Rol dublu                       |        |
| 2002 | Victime colaterale                     | Da          | Nu         | Captain Gordon "Gordy" Brewer               |                                 |        |
| 2003 | Terminatorul 3: Supremația roboților   | Da          | Nu         | Terminator                                  |                                 |        |
| 2003 | Bun venit în junglă (The Rundown)      | nemenționat | Nu         | Bar Patron                                  | Cameo                           | [ 3 ]  |
| 2004 | Ocolul Pământului în 80 de zile        | Da          | Nu         | Prințul Hapi                                | Cameo                           |        |
| 2005 | Cel mai frumos rol                     | Da          | Nu         | Rolul său                                   | Lansare limitată; cameo         |        |
| 2010 | Eroi de sacrificiu                     | nemenționat | Nu         | Trent "Trench" Mauser                       | Cameo                           | [ 4 ]  |
| 2012 | Eroi de sacrificiu 2                   | Da          | Nu         | Trent "Trench" Mauser                       |                                 |        |
| 2013 | Ultima redută                          | Da          | Nu         | Sheriff Ray Owens                           |                                 |        |
| 2013 | Testul suprem                          | Da          | Nu         | Emil Rottmayer / Victor X. Mannheim         |                                 |        |
| 2014 | Sabotaj                                | Da          | Nu         | John "Breacher" Wharton                     |                                 |        |
| 2014 | Eroi de sacrificiu 3                   | Da          | Nu         | Trent "Trench" Mauser                       |                                 |        |
| 2015 | Maggie                                 | Da          | Da         | Wade Vogel                                  | Lansare limitată                |        |
| 2015 | Terminator Genisys                     | Da          | Nu         | Terminatorul / Paznic                       | Reeditat 3D în 2015             |        |
| 2017 | În căutarea răzbunării                 | Da          | Da         | Roman Melnyk                                | Lansare limitată                |        |
| 2017 | Wonders of the Sea 3D                  | Nu          | Da         | Narator                                     | Documentar                      |        |
| 2017 | Killing Gunther                        | Da          | executiv   | Robert "Gunther" Bendik                     | Lansare limitată                |        |
| 2018 | The Game Changers                      | Nu          | executiv   | Rolul său                                   | Documentar                      |        |
| 2019 | Misterul sigiliului dragonului         | Da          | executiv   | Pugilistul James Hook                       |                                 |        |
| 2019 | Terminator: Destin întunecat           | Da          | Nu         | T-800 / Carl                                |                                 |        |
| 2022 | Kung Fury 2                            | Da          | Nu         | Președintele                                | Post-producție                  |        |

### Televiziune
Indică rol principal
| An        | Titlu                               | Ca          | Ca      | Ca          | Ca                                        | Note                                                 | Ref(s) |
| An        | Titlu                               | Actor       | Regizor | Producătorr | Rol                                       | Note                                                 | Ref(s) |
| --------- | ----------------------------------- | ----------- | ------- | ----------- | ----------------------------------------- | ---------------------------------------------------- | ------ |
| 1974      | Happy Anniversary and Goodbye       | Da          | Nu      | Nu          | Rico                                      | Film TV; cameo                                       |        |
| 1977      | Străzile din San Francisco          | Da          | Nu      | Nu          | Josef Schmidt                             | Episodul: "Dead Lift"                                |        |
| 1977      | The San Pedro Beach Bums            | Da          | Nu      | Nu          | Muscleman                                 | Episodul: "Lifting Is My Life"                       |        |
| 1980      | Povestea unui star: Jayne Mansfield | Da          | Nu      | Nu          | Mickey Hargitay                           | Film TV                                              |        |
| 1990      | Aventuri în Casa Morții             | nemenționat | Da      | Nu          | X-Con                                     | Episodul: "The Switch"; cameo                        | [ 5 ]  |
| 1992      | Crăciun în Connecticut              | nemenționat | Da      | Nu          | Bărbat pe scaun în fața camionului presei | Film TV; cameo                                       | [ 6 ]  |
| 1992      | Lincoln                             | Da          | Nu      | Nu          | John George Nicolay                       | Film TV; rol de voce                                 |        |
| 2002–2003 | Liberty's Kids                      | Da          | Nu      | Nu          | Baron Friedrich von Steuben               | 2 episoade; rol de voce                              |        |
| 2014–2016 | Ani de răscruce                     | Nu          | Nu      | executiv    | Rolul său                                 | 2 episoade (producător 17 episoade)                  |        |
| 2015      | Doi bărbați și jumătate             | Da          | Nu      | Nu          | Lieutenant Wagner                         | Episodul: "Of Course He's Dead: Part 1 & 2"          |        |
| 2017      | The New Celebrity Apprentice        | Nu          | Nu      | executiv    | Rolul său (gazdă)                         | 8 episoade (producător al unui episod)               |        |
| 2019      | Chad Goes Deep                      | Da          | Nu      | Nu          | Rolul său                                 | 2 episoade                                           |        |
| 2021      | Superhero Kindergarten              | Da          | Nu      | executiv    | Arnold Armstrong / Captain Fantastic      | 27 episoade; rol de voce (producător al unui episod) |        |

„După ce am regizat acel mic episod din Aventuri în Casa Morții, m-am simțit în extaz. A fost ceva la care nu mă așteptam niciodată. Să lucrez cu actori și să modelez o scenă. Este sălbatic”. 

### Atracții parcuri tematice
Indică rol principal
| An   | Titlu                     | Actor | Rol            | Note | Ref(s) |
| ---- | ------------------------- | ----- | -------------- | ---- | ------ |
| 1996 | T2-3D: Battle Across Time | Da    | The Terminator |      |        |

### Muzică
Indică rol principal
| An   | Titlu                              | Interpret                                    | Actor       | Rol         | Note  | Ref(s) |
| ---- | ---------------------------------- | -------------------------------------------- | ----------- | ----------- | ----- | ------ |
| 1982 | "Don't Call It Love"               | Girlschool                                   | Da          | Bodybuilder | Cameo | [ 8 ]  |
| 1985 | "Stop the Madness"                 | Tim Reid                                     | Da          | Rolul său   | Cameo |        |
| 1991 | "You Could Be Mine"                | Guns N' Roses                                | Da          | T-800       |       | [ 8 ]  |
| 1993 | "Big Gun"                          | AC/DC                                        | Da          | Rolul său   |       | [ 8 ]  |
| 2000 | "Say It Isn't So"                  | Bon Jovi                                     | nemenționat | Rolul său   | Cameo | [ 9 ]  |
| 2019 | "Pump It Up (The Motivation Song)" | Andreas Gabalier Feat. Arnold Schwarzenegger | Da          | Rolul său   |       |        |

### Apariții coloane sonore
| An   | Titlu           | Interpret | Cântec            | Note | Ref(s) |
| ---- | --------------- | --------- | ----------------- | ---- | ------ |
| 2017 | Killing Gunther | Da        | "Earthquake Love" |      |        |

### Videoclipuri
| An   | Titlu                        | Actor | Rol                     | Note | Ref(s) |
| ---- | ---------------------------- | ----- | ----------------------- | ---- | ------ |
| 2014 | Sabotage: Deleted Scenes     | Da    | John "Breacher" Wharton |      |        |
| 2014 | Sabotage: Alternate Endings: | Da    | John "Breacher" Wharton |      |        |

### Jocuri video
| An   | Titlu                              | Actor | Rol                         | Note                      | Ref(s) |
| ---- | ---------------------------------- | ----- | --------------------------- | ------------------------- | ------ |
| 1991 | Terminator 2: Judgment Day         | Da    | Terminator                  |                           |        |
| 2003 | Terminator 3: Rise of the Machines | Da    | The Terminator              | Rol de voce și asemănarea |        |
| 2014 | Family Guy: The Quest for Stuff    | Da    | Rolul său                   | Rol de voce               |        |
| 2020 | Predator: Hunting Grounds          | Da    | Maior Alan "Dutch" Schaefer | Rol de voce și asemănarea | [ 10 ] |

### Seriale web
| An   | Titlu                                      | Actor       | Rol                  | Note                                      | Ref(s) |
| ---- | ------------------------------------------ | ----------- | -------------------- | ----------------------------------------- | ------ |
| 2015 | Epic Rap Battles of History                | nemenționat | Terminator Announcer | Episodul: "Terminator vs. RoboCop"; cameo |        |
| 2015 | Terminator Genisys: The YouTube Chronicles | Da          | Terminator           | Episodul: "Part 3"; cameo                 |        |